# Jeonggwa
El jeonggwa o jeongwa es una variedad de hangwa (dulce tradicional coreano) elaborado cociendo frutas, raíces de plantas y semillas en miel, mulyeot (물엿, caramelo líquido) o azúcar. Es parecido a la mermelada o la jalea.

## Tipos

### Miljeonggwa
- Insam jeonggwa (인삼정과), hecha con ginseng
- Danggeun jeonggwa (당근정과), con zanahoria
- Dongga jeonggwa (동아정과), con melón blanco
- Saenggang jeonggwa (생강정과), con jengibre
- Yeongeun jeonggwa (연근정과), con raíz de loto
- Mogwa jeonggwa (모과정과), con membrillo chino
- Yuja jeonggwa (유자정과), con yuzu
- Juksun jeonggwa (죽순정과), con brote de bambú

### Sujeonggwa
- Sujeonggwa (o gotgam sujeonggwa)